# 維多利亞·貝沃德拉
維多利亞·貝沃德拉（義大利語：Vittoria Belvedere；1972年1月17日— )，是義大利的一位女演員，因出演電影2003年的《羅馬大帝》飾演 Julia Caesaris一角而眾人所知。

## 外部連結
- 維多利亞·貝沃德拉在互联网电影资料库（IMDb）上的資料（英文）
- Official website